# Nazionale femminile di pallacanestro dell'Angola
La nazionale di pallacanestro femminile dell'Angola rappresenta l'Angola nelle manifestazioni internazionali femminili di pallacanestro organizzate dalla FIBA. Viene gestita dalla Federaçao Angolana de Basquetebol.
Ha partecipato per venti volte volte ai FIBA AfroBasket Women, vincendo due volte la medaglia d'oro e cinque volte il bronzo.

## Piazzamenti

### Olimpiadi
- 2012 - 12°

### Campionati del mondo
- 2014 - 16°

### Campionati africani
- 1981 -  3°
- 1983 - 6°
- 1984 - 7°
- 1986 -  3°
- 1990 - 5°

- 1993 - 6°
- 1994 -  3°
- 1997 - 5°
- 2000 - 5°
- 2003 - 4°

- 2005 - 6°
- 2007 -  3°
- 2009 -  3°
- 2011 -  1°
- 2013 -  1°

- 2015 - 4°
- 2017 - 6°
- 2019 - 5°
- 2021 - 8°
- 2023 - 9°

- 2025 - 10°

## Formazioni

### Olimpiadi
Pallacanestro ai Giochi della XXX Olimpiade - Torneo femminile4 Camufal, 5 Gonçalves, 6 Jorge, 7 Cardoso, 8 Eusébio, 9 Félix, 10 Guadalupe, 11 Tomás, 12 Vicente, 13 Maurício, 14 Manuel, 15 Filipe,        All. Aníbal Moreira

### Campionati del mondo
Campionato mondiale femminile di pallacanestro 20144 Eusébio, 5 Eduardo, 6 Gala, 7 Viegas, 8 Gonçalves, 9 Afonso, 10 Guadalupe, 11 Tomás, 12 Golome, 13 Maurício, 14 Manuel, 15 Filipe,        All. Aníbal Moreira

### Campionati africani
Campionato africano femminile di pallacanestro 19904 Afonso, 5 Abrao, 6 Bastos, 7 Velho, 8 Certa, 9 Neto, 10 Guerreiro, 11 Rosa, 12 Silva, 13 Costa, 14 Courgel, 15 Ténis,        All. -
Campionato africano femminile di pallacanestro 19934 A. Silva, 5 D. Costa, 6 Castelo, 7 Cruz, 8 P. Silva, 9 Abrao, 10 Guerreiro, 11 Rosa, 12 Santana, 13 L. Costa, 14 Gourgel, 15 Cardoso,        All. -
Campionato africano femminile di pallacanestro 19944 Afonso, 5 Silva, 7 Bastos, 8 André, 9 Guerreiro, 11 Costa, 12 L. Agostinho, 13 Miguel, 14 Gourgel, 15 Cardoso,        All. -
Campionato africano femminile di pallacanestro 19974 Afonso, 5 A. Silva, 6 M. Silva, 7 Bastos, 8 L. Agostinho, 9 P. Silva, 10 Velho, 11 André, 12 Maurício, 13 Miguel, 14 Guerreiro, 15 Cardoso,        All. -
Campionato africano femminile di pallacanestro 20004 J. Maeia, 5 M. Brazao, 6 Ventura, 7 Cardoso, 8 L. Agostinho, 9 L. Lidia, 10 Velho, 11 E. Adre, 12 Pires, 13 F. Barbara, 14 C. Turkaina, 15 Masela,        All. -
Campionato africano femminile di pallacanestro 20034 Guimarães, 5 Miguel, 6 Ventura, 7 André, 8 Cardoso, 9 Francisco, 10 Guerreiro, 11 Pires, 12 Vicente, 13 Agostinho, 14 Afonso, 15 Maurício,        All. -
Campionato africano femminile di pallacanestro 20054 Camufal, 5 Miguel, 6 Ventura, 7 Cardoso, 8 Francisco, 9 Guimarães, 10 Guerreiro, 11 Tomás, 12 Vicente, 13 Quizele, 14 Rodrigues Neto, 15 Filipe,        All. -
Campionato africano femminile di pallacanestro 20074 Afonso, 5 Francisco, 6 Ventura, 7 Cardoso, 8 Camufal, 9 Guadalupe, 10 Guerreiro, 11 José, 12 Vicente, 13 Filipe, 14 Rodrigues Neto, 15 Maurício,        All. -
Campionato africano femminile di pallacanestro 20094 Camufal, 5 Filipe, 6 Ventura, 7 Jorge, 8 Francisco, 9 Guadalupe, 10 Guerreiro, 11 Tomás, 12 Vicente, 13 Maurício, 14 Rodrigues Neto, 15 Manuel,        All. -
Campionato africano femminile di pallacanestro 20114 Camufal, 5 Simão, 6 Jorge, 7 Cardoso, 8 Eusébio, 9 Matiquite, 10 Guadalupe, 11 Tomás, 12 Vicente, 13 Maurício, 14 Manuel, 15 Filipe,        All. Aníbal Moreira
Campionato africano femminile di pallacanestro 20134 Camufal, 5 Mpaka, 6 Jorge, 7 Miguel, 8 Eusébio, 9 Félix, 10 Guadalupe, 11 Tomás, 12 Vicente, 13 Maurício, 14 Manuel, 15 Filipe,        All. Aníbal Moreira
Campionato africano femminile di pallacanestro 20154 Eusébio, 5 Afonso, 6 Jorge, 7 Miguel, 8 Francisco, 9 Muxiri, 10 Guadalupe, 11 Tomás, 12 Gonçalves, 13 Maurício, 14 Manuel, 15 Filipe,        All. Jaime Covilha
Campionato africano femminile di pallacanestro 20171 Lucas, 2 Gala, 3 Mpaka, 4 Eusébio, 5 Afonso, 6 Jorge, 7 Miguel, 10 Guadalupe, 11 Tomás, 14 Gonçalves, 15 Filipe, 20 Matiquite,        All. Jaime Covilha
Campionato africano femminile di pallacanestro 20191 Lucas, 4 Eusebio, 6 Jorge, 8 Daniel, 9 Dizeko, 11 Macuto, 12 Mateus, 14 Manuel, 15 Filipe, 17 Pequeno, 18 Peso, 20 Matiquite,        All. Apolinario Paquete
Campionato africano femminile di pallacanestro 20211 Lucas, 2 Gala, 3 Pascoal, 5 Mpaka, 8 Daniel, 10 Gonçalves, 14 Manuel, 17 Pequeno, 18 Peso, 20 Matiquite, 44 Golome, 94 Miguel,        All. Walter Bandeira da Costa
Campionato africano femminile di pallacanestro 20233 Pascoal, 4 Barbosa Afonso, 5 Antonio, 6 Fernando, 7 Joaquim, 8 Caetano, 11 Joao, 12 Cunha, 14 Manuel, 15 Malagi, 20 Matiquite, 23 Antonio,        All. José Oriol Villà Freixa
Campionato africano femminile di pallacanestro 20251 Lucas, 5 Antonio, 6 Fernando, 8 Caetano, 9 Pascoal, 12 Cunha, 13 Correia, 14 Golome, 16 Dizeko, 18 Peso, 20 Matiquite, 24 Lussati,        All. Paulo Macedo